# Ferrocarril Circular de Rangún
El Ferrocarril Circular de Rangún (en birmano: ရန်ကုန် မြို့ပတ် ရထား [jàɴɡòʊɴ mjo̰baʔ jətʰá]) es el sistema de tren de cercanías en el área metropolitana de Rangún en Birmania. Operado por Myanmar Railways (Ferrocarriles de Birmania), el sistema tiene 39 estaciones y 45.9 kilómetros de rieles conectando en un anillo los arrabales y las áreas suburbanas de Rangún al centro de la ciudad.
El ferrocarril circula 20 veces al día usando aproximadamente 200 vagones, y se venden entre 100.000 y 150.000 billetes diariamente. Se requiere tres horas para completar el trayecto entero. Esta es también una manera de ver un panorama de la vida en Rangún. La mayoría de los pasajeros son viajeros de bajos ingresos porque el ferrocarril es el método de transporte más barato en Rangún aparte de los autobuses.
El sistema mantiene su operación entre las 03:45 y las 22:15. El precio de un billete de un viaje hasta 15 millas está en 200 kyat (~18 céntimos de dólar estadounidense) y 400 kyat para los viajes de más de 15 millas (~37 céntimos). Los billetes para vagones climatizados son un poco más caros (100 MMK) y están disponibles en todas las estaciones.  En Rangún, los boletos están disponibles en una taquilla pequeña en el andén 7 de la estación Rangún Central.

## Historia
El Ferrocarril Circular de Rangún fue construido durante la colonización británica de Birmania, y la segunda vía del ferrocarril fue construido en 1954.
En julio de 2011, el Ministerio de Transporte Ferroviario propuso la privatización del Ferrocarril Circular de Rangún.  El sistema no es rentable en la actualidad para el gobierno birmano, con 260 millones de kyat (325 000 dólares norteamericanos) en gastos mensuales de explotación, comparado con ingresos mensuales de 42 millones de kyat (52 500 dólares norteamericanos). El sistema mantiene precios baratos de los billetes debido a los subsidios significativos por parte del Ministerio de Transporte Ferroviario.
En diciembre de 2012, la Agencia Japonesa de Cooperación Internacional empezó una colaboración con el Comité de Desarrollo de la Ciudad de Rangún para desarrollar un plan integral para la región del Gran Rangún, incluyendo el aspecto del transporte público.

## Estaciones

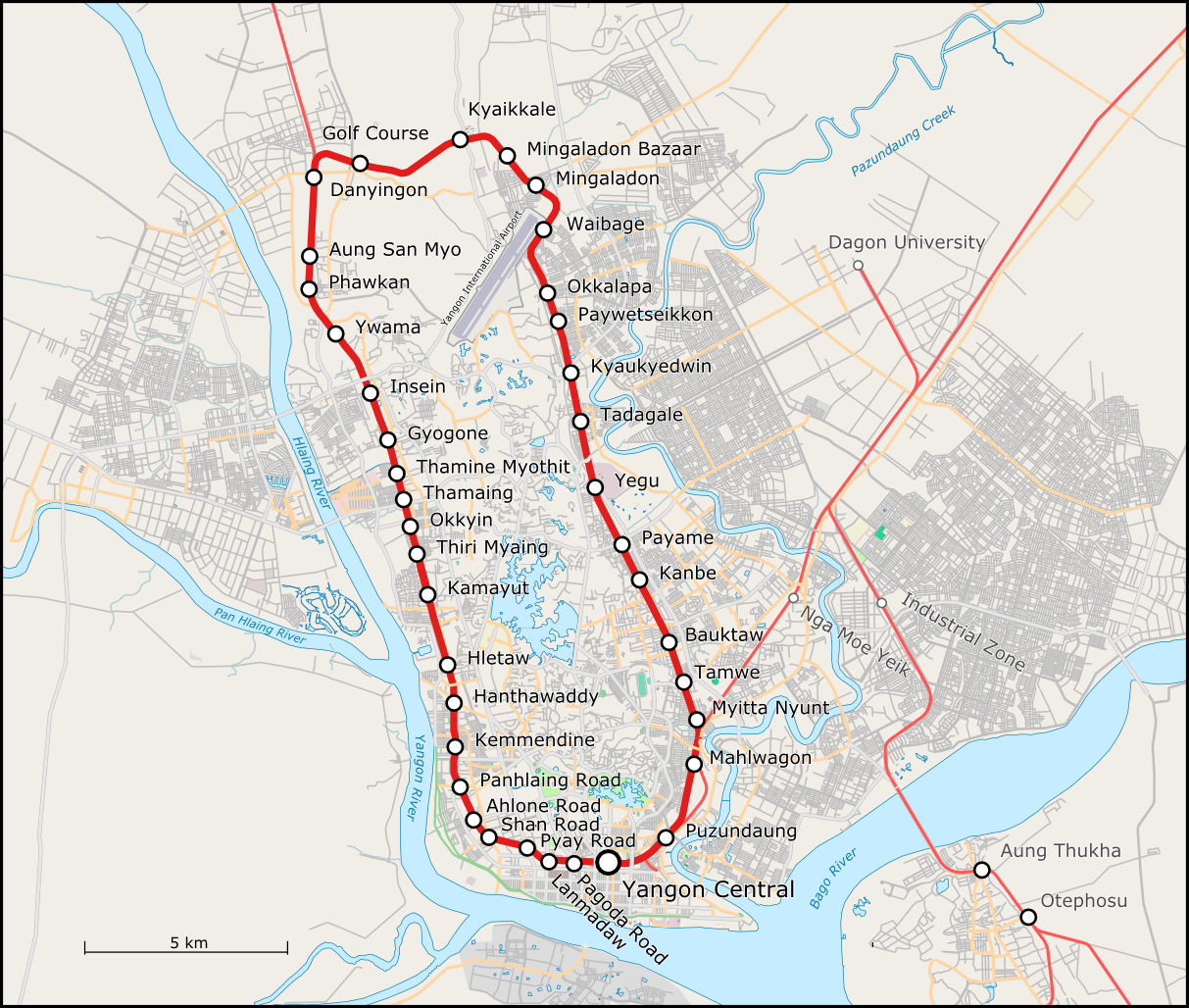
Mapa del Ferrocarril Circular de Rangún

El Ferrocarril Circular de Rangún consta de 39 estaciones que conectan varias partes de Rangún.
La red circular empieza en la Estación Central de Rangún va a la estación de Mingaladon, y a cerca del Aeropuerto Internacional de Rangún, vía Insein en el oeste y Okkalapa en el este.
Las estaciones principales incluyen:
- Rangún Central
- Universidad de Dagon
- Danyingon
- Hlawga
- Insein
- Mingaladon
- Okhposu
- Paywetseikkon
- Thilawa
- Togyaunggalay
- Ywathagyi
- Universidad de Estudios Informáticos de Rangún

## Imágenes

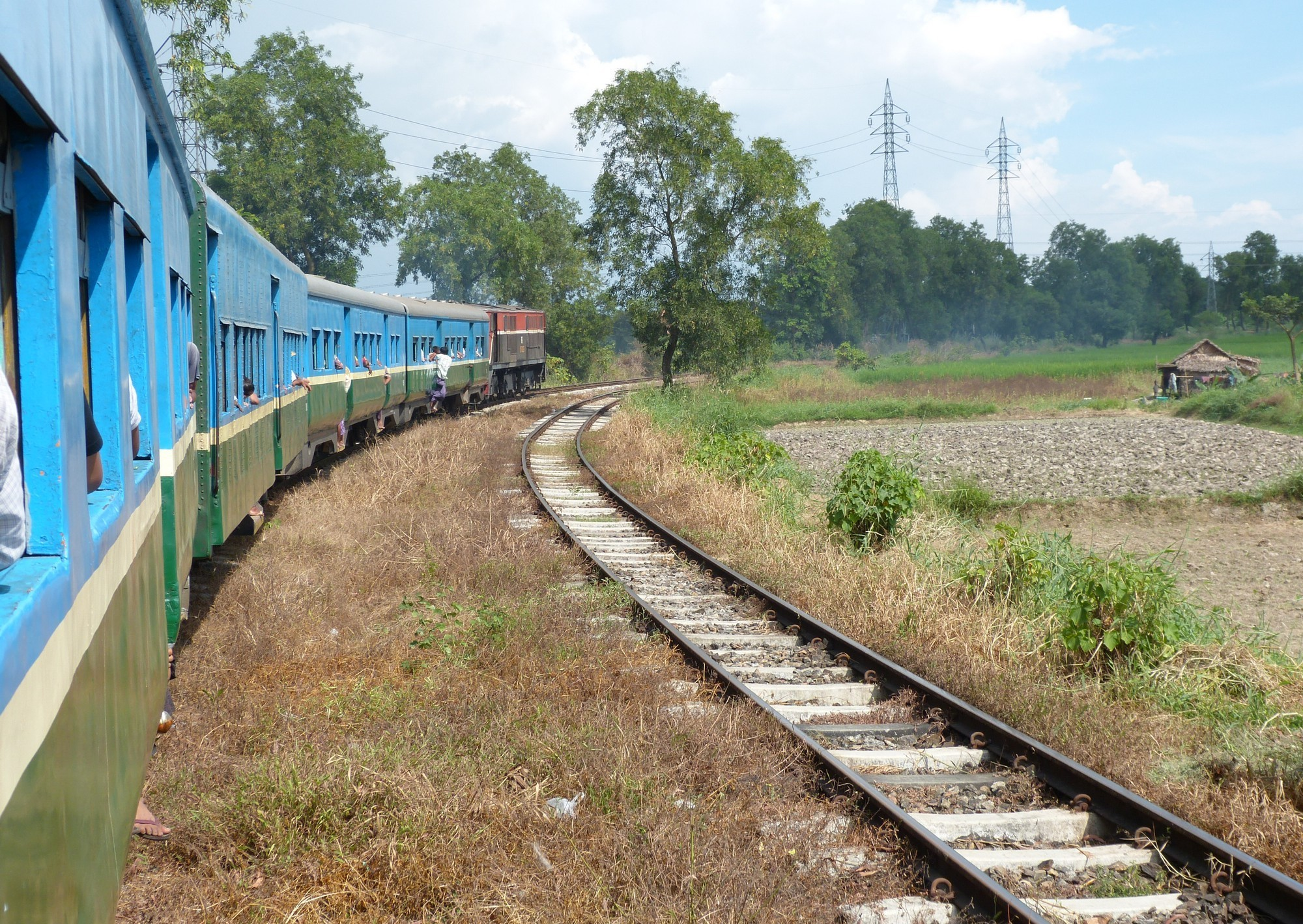
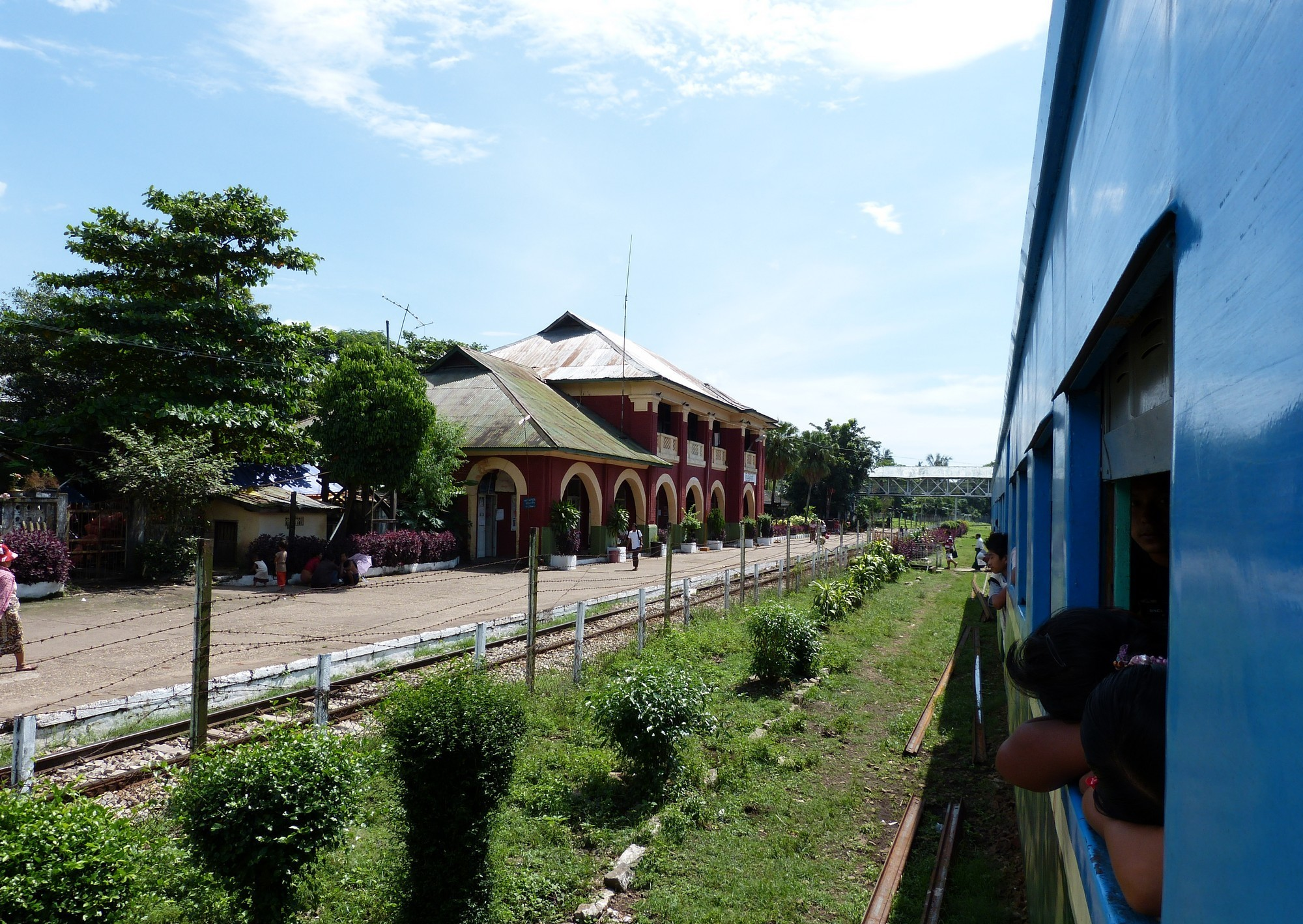
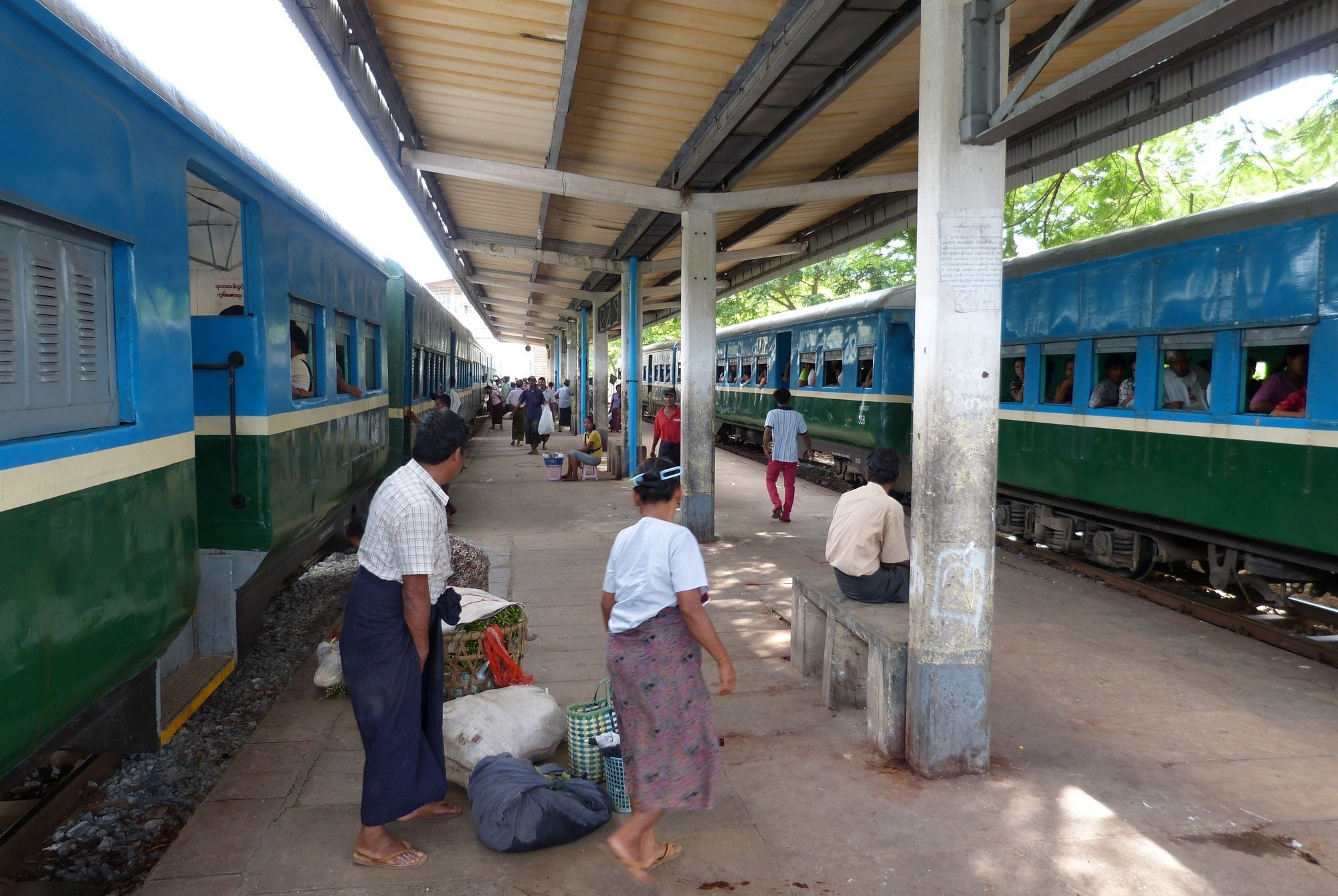
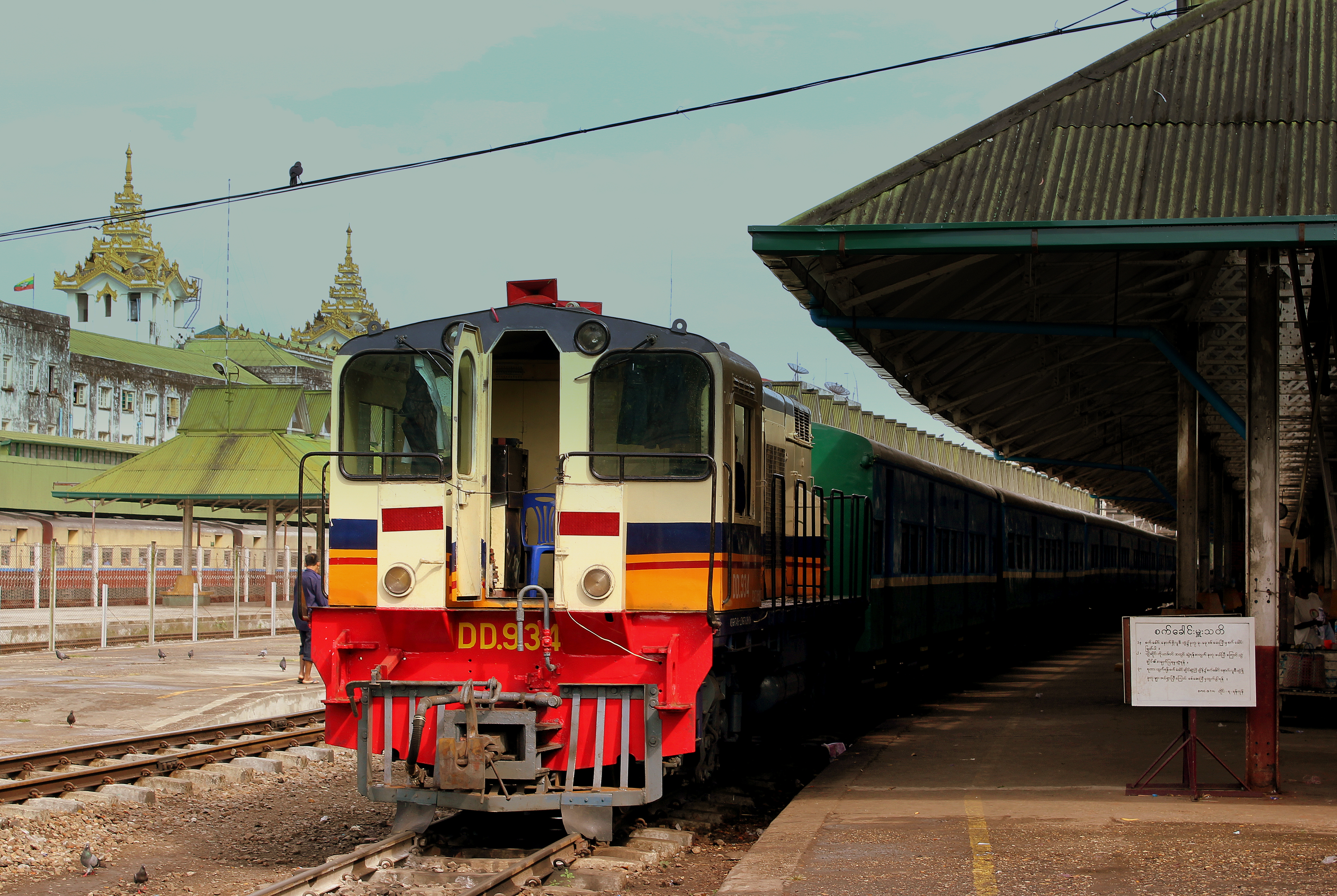
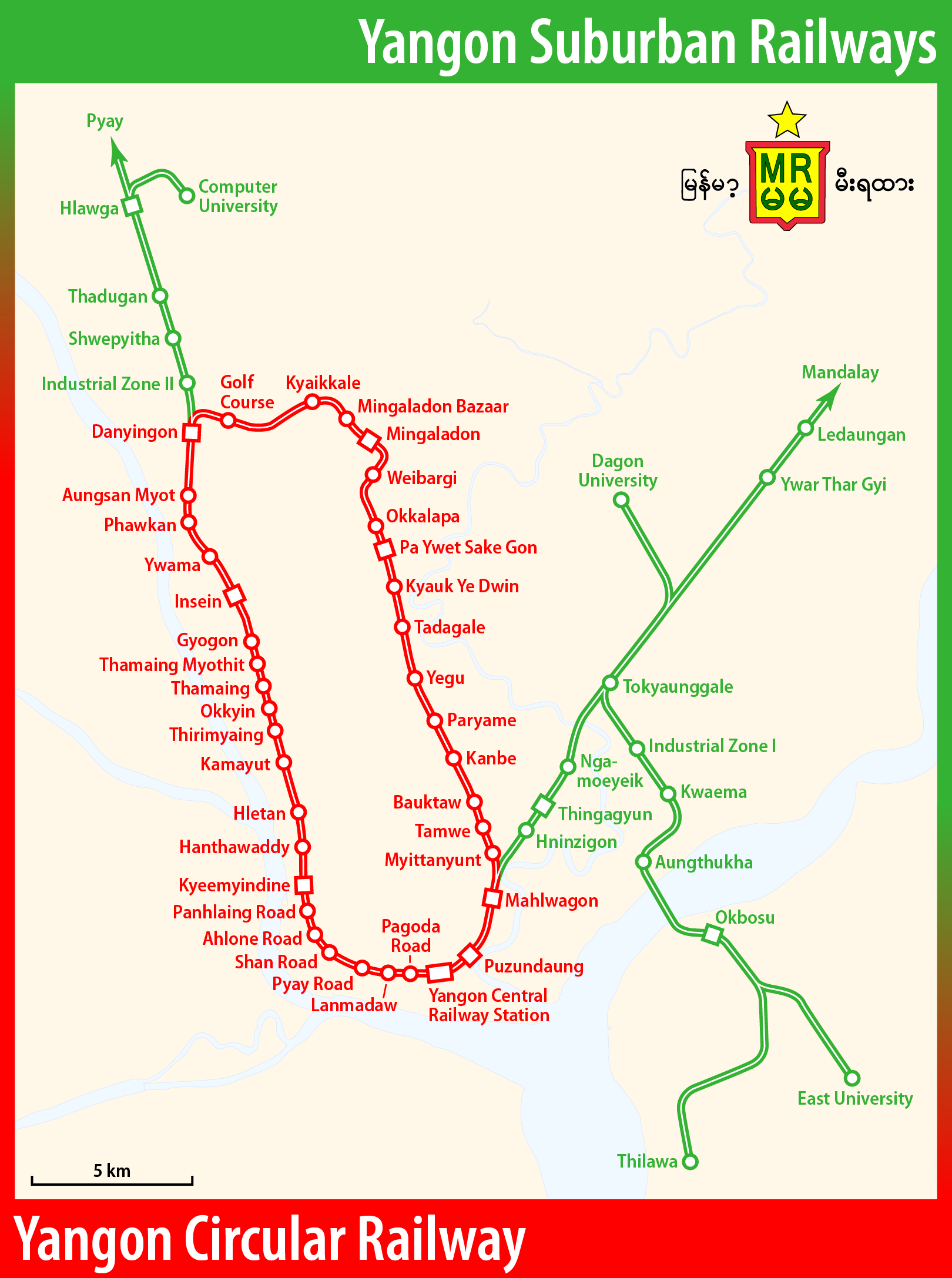